# Iván Alejo
Iván Alejo Peralta (ur. 10 lutego 1995 w Valladolid) – hiszpański piłkarz występujący na pozycji pomocnika w Cádiz CF.